# Molophilus (Molophilus) norrisi
Molophilus (Molophilus) norrisi is een tweevleugelige uit de familie steltmuggen (Limoniidae). De soort komt voor in het Australaziatisch gebied.